# محوطه و گورستان گوریه
محوطه و گورستان گوریه مربوط به هزاره اول قبل از میلاد است و در شهرستان رضوانشهر، روستای ارده واقع شده و این اثر در تاریخ ۱۹ مرداد ۱۳۸۴ با شمارهٔ ثبت ۱۲۸۳۵ به‌عنوان یکی از آثار ملی ایران به ثبت رسیده است.